# Gà tre Hà Lan

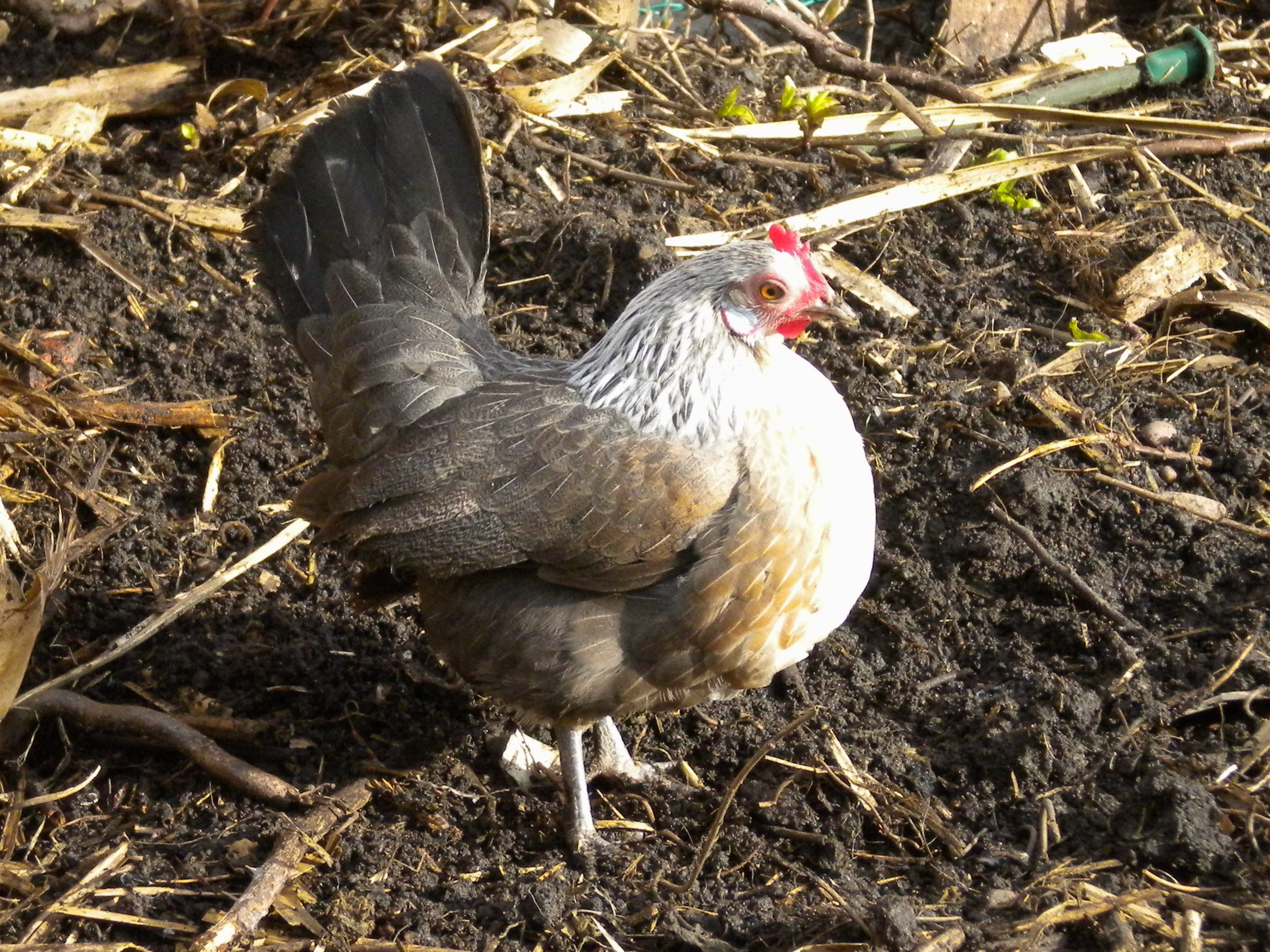
Gà tre Hà Lan

Gà tre Hà Lan (tiếng Hà Lan: Hollandse Kriel) là một giống gà có nguồn gốc ở Hà Lan. Nó cũng là một trong những giống gà bantam thực sự, có nghĩa là nó là một con gà nhỏ tự nhiên mà không phải là từ những con gà có kích thước lớn với những biến thể thu nhỏ. Gà tre Hà Lan có nhiều biến thể màu sắc và đã trở nên phổ biến như gia cầm triển lãm trên toàn thế giới (gà kiểng). Gà tre Hà Lan là những vật nuôi gia đình mong muốn do danh tiếng của chúng vì phát triển mạnh về chăm sóc yêu thương và dễ dàng giữ trong không gian hạn chế.

## Đặc điểm
Giống gà này rất thân thiện với tính khí nhẹ nhàng, nhưng hay bay. Kích thước nhỏ và kiểu mồng của chúng. Gà tre Hà Lan có những con gà mái làm cho các bà mẹ tốt và sẽ dễ dàng khi đòi ấp. Chúng có thể đẻ 160 quả trứng với vỏ trứng màu trắng hoặc kem trong một năm, mặc dù kích thước của quả trứng nhỏ hơn nhiều so với những con gà cỡ bantam khác.
Gà tre Hà Lan là một trong những giống nhỏ nhất của gà bantam thực sự. Gà trống choai nên cân nặng không quá 550 gram, và gà đẻ thì không quá 450 gram. Do trọng lượng nhẹ và đôi cánh tương đối lớn, gà tre Hà Lan bay khá tốt. Loại bộ lông gốc của gà tre Hà Lan là một mô hình đa hướng. Hai mươi chín giống màu được Hiệp hội Hà Lan công nhận. Tất cả các giống phải có lược với 5 điểm, dái tai trắng, chân xanh đen, ngoài những giống nhất định và lông trắng.

## Lịch sử

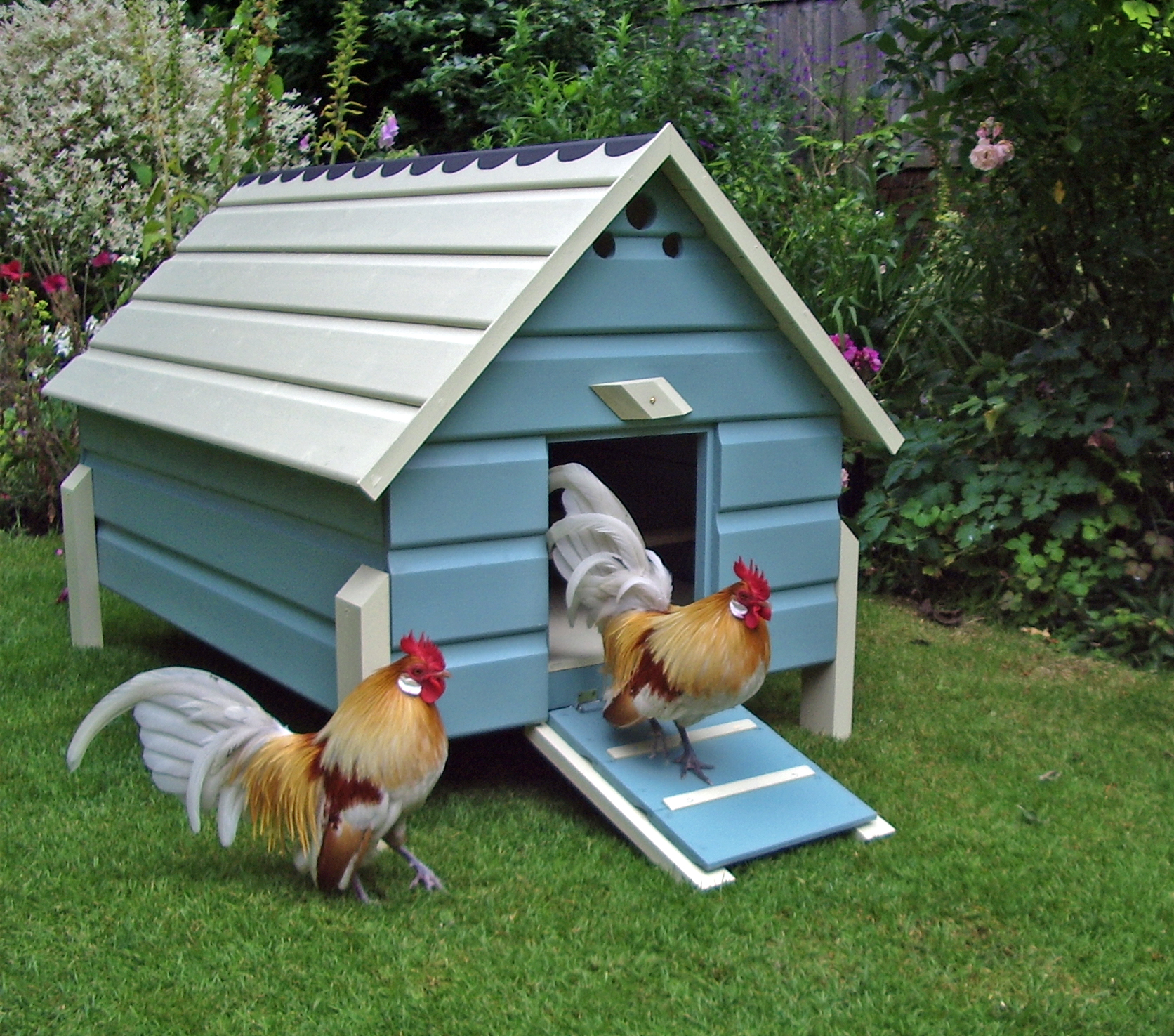
Nuôi gà tre Hà Lan

Những con gà có màu sắc tương tự với giống gà tre Hà Lan ngày nay đã được nhìn thấy ở Hà Lan trong hàng trăm năm, nhưng nguồn gốc chính xác của giống này không rõ ràng. Có thể là tổ tiên của gà tre Hà Lan là những con gà tre (bantam) ở Đông Nam Á được các thủy thủ từ Đông Ấn Hà Lan mang về. Trong lịch sử, những con gà nhỏ này được chọn lọc vì chỉ có những quả trứng nhỏ có thể được nuôi bởi nông dân.
Những ghi chép đầu tiên viết về giống gà tre của Hà Lan như một giống gà khác biệt là từ hồ sơ vườn thú Hague ngày 1882, và Câu lạc bộ Nederlandse Hoender, câu lạc bộ gia cầm quốc gia Hà Lan, đã công nhận giống này vào năm 1906. Hiệp hội các nhà lai tạo, Câu lạc bộ Hollandse Krielenfokkers, được thành lập vào năm 1946. Đợt xuất khẩu qua Đại Tây Dương đầu tiên của gà tre Hà Lan đã đến Hoa Kỳ sau Thế chiến II, chúng lần đầu tiên được trưng bày tại đây vào đầu những năm 1950.
Số lượng gà ở nước ngoài ban đầu này đã chết vì thiếu sự quan tâm của các nhà lai tạo và từ các đợt xuất khẩu tiếp theo, cho cả Vương quốc Anh và Hoa Kỳ, không phải cho đến những năm 1970. Câu lạc bộ Bantam Hà Lan của Anh được thành lập vào năm 1982 và 14 màu được chuẩn hóa. Hiệp hội Gia cầm Mỹ đã chấp nhận giống gà này trong vòng trưng bày vào năm 1992, và Tiêu chuẩn hoàn thiện mô tả mười giống màu. Cho đến ngày nay, gà Hà Lan vẫn là một trong những giống phổ biến nhất ở quê nhà Hà Lan, có một số nhà lai tạo ở Anh và Đức, và nhanh chóng trở nên phổ biến ở Nam Phi và Hoa Kỳ.